# Липинська сільська громада
Липинська сільська об'єднана територіальна громада — колишня об'єднана територіальна громада України, на територіях Ківерцівського та Луцького районів Волинської області. Адміністративний центр — село Липини.
Площа громади — 46,28 км², населення — 5254 мешканці (2018).
Утворена 6 березня 2018 року шляхом об'єднання Борохівської сільської ради Ківерцівського району та Липинської сільської ради Луцького району.
У 2020 році, згідно Закону України 3651-д орган місцевого самоврядування «Липинська громада» (код ЄДРПОУ: 04332271) був реорганізований і увійшов до складу Підгайцівської сільської громади.

## Населені пункти
До складу громади входили 4 села: Борохів, Вишнів, Діброва та Липини.